# Млада Босна
Млада Босна је политичко-револуционарни омладински покрет којег је чинило већи број омладинских револуционарних организација из Босне и Херцеговине које су настале почетком 20. века. Циљ покрета била је борба против окупације (и потом припајања) провинције Босне и Херцеговине од стране Аустроугарске, а за њено припајање Србији и другим јужнословенским земљама. Поједини чланови ове организације су сарађивали са члановима организације Црна рука.
Њен члан Гаврило Принцип је 28. јуна 1914. године у Сарајеву извршио атентат на аустроугарског престолонаследника Франца Фердинанда.
Овај догађај, такође познат и као Сарајевски атентат, је Аустроугарској послужио као повод за рат против Србије, који је прерастао у Први свјетски рат.

## Историја
Млада Босна је представљала почетком 20. вијека (не сасвим конституисану) организацију српске и друге омладине у аустроугарској провинцији Босни и Херцеговини, која је свој основни циљ видјела у борби против окупаторске аустроугарске власти и уједињењу Босне са Србијом, односно уједињењу и ослобођењу српског народа на просторима на којим је српски народ чинио већину. „Млада Босна“ је заправо био покрет великог броја омладинских револуционарних организација које су ницале једна за другом међу гимназијалцима тог доба у Босни и Херцеговини, а највише у Сарајеву и Мостару. Активност и дјелатност свих тих организација могу се везати за два програма која су следиле све те организације а то су програм Владимира Гаћиновића са једне и програм Димитрија Митриновића са друге стране. Гаћиновићев програм би се више окарактерисати као „великосрпски,, а Митриновићев као ,,југословенски,, мада су врло слични и у то доба великосрпство и југословенство нису опречне идеје већ надопуњују једна другу. Основа оба програма била је залагање за национално, политичко, социјално и културно ослобођење Срба који су на овим српским етничким просторима представљали већински народ и који су живјели у ропству од доласка Турака на ове српске етничке просторе. Посебну активност испољила је послије анексије провинције Босне и Херцеговине 1908. године, када су у Сарајеву, Мостару, Тузли, Бањалуци, Требињу и другим градовима групе младих свој отпор окупатору изражавале демонстрацијама, спаљивањем аустријских и мађарских застава, растурањем летака и брошура. У својој револуционарности, чланови „Младе Босне“ често су долазили у сукоб и са српском чаршијом у већим српским градовима ове провинције и, нарочито, с хрватским шовинистима. Млада Босна је преко својих чланова који су учили и студирали у Београду одржавала везе и са другим српским националним организацијама у ослобођеној Србији, а посебно за вријеме балканских ратова са четничким војводама Танкосићем и Вуком. Многи младобосанци били су добровољци у српској војсци Србије.
Млада Босна или њени чланови су организовали више атентата на високе аустријске личности у провинцији Босни и Херцеговини и Хрватској, а у историју је ушла прије свега атентатом на аустријског престолонаследника Франца Фердинанда, кога је у Сарајеву Гаврило Принцип убио на Видовдан 1914. у знак протеста против аустроугарске освајачке политике и тежње већинског српског народа за ослобођење и уједињење. Десетине чланова „Младе Босне“ осуђено је тада на смрт и дугогодишње тамновање.
Међу члановима „Младе Босне“ морају се, осим Гаврила Принципа, поменути и Богдан Жерајић, Недељко Чабриновић, Данило Илић, Боривоје Јевтић, Трифко Грабеж, Јездимир Дангић, Вељко Чубриловић и Васо Чубриловић, Мухамед Мехмедбашић, Иво Крањчевић, нобеловац Иво Андрић, Добросав Јевђевић, Димитрије Митриновић, Јаков Миловић и посебно, идеолог организације Владимир Гаћиновић.

## Музеј Младе Босне
Музеј „Младе Босне" је основан за време СФРЈ у Сарајеву, на мјесту Сарајевског атентата као спомен на жртве које су за слободу положили "Видовдански хероји". Испред музеја се налазила спомен-плоча на којој се налазио сљедећи натпис: "Са овога мјеста 28. јуна 1914. године Гаврило Принцип својим пуцњем изрази народни протест против тираније и вјековну тежњу наших народа за слободом".
Спомен-плочу Гаврилу Принципу (аутор вајар Војо Димитријевић) су 1992. године маљем уништили припадници муслиманске војске БиХ, тада су уништили и Принципове отиске стопа на мјесту атентата које се налазило испред музеја. Спомен-плоча коју су власти Краљевине Југославије (СХС) на истом мјесту подигле је завршила на сличан начин. По доласку њемачких трупа у Сарајево 1941. године, окупаторске њемачке и усташке снаге су заједно скинуле спомен-плочу Гаврилу Принципу о чему постоји и документарни филмски снимак.
Музеју „Млада Босна“ као просторно културноисторијској цјелини припадају: Капела видовданских хероја, Принципов мост, стара српска трговачка кућа (Деспића кућа), стара српска црква (Музеј, школа), Саборна црква у Сарајеву (митрополија, богословија), Црква св. Арханђела Михаила и Гаврила, Хотел „Европа“ Глигорија Јефтановића и зграде српских друштава Напредка и Просвете.

## Видовдански хероји
За „Видовданске хероје“ су након Првог свјетског рата поред Богдана Жерајића проглашени поједини учесници Сарајевског атентата: Гаврило Принцип, Недељко Чабриновић, Данило Илић, Трифко Грабеж, Вељко Чубриловић, Михајло-Мишко Јовановић, Митар Керовић, Неђо Керовић, Јаков Миловић и Марко Перин. 
Родољубно друштво „Видовдански хероји“ је било активно између Првог и Другог свјетског рата у Сарајеву.

## Капела Видовданских хероја
Посмртни остаци „видовданских јунака“ су након Првог свјетског рата 7. јула 1920. године пренесени и сахрањени у заједничкој гробници у Сарајеву да би тек 1939. године након што је завршена намјенска капела Светог Арханђела ("Капела Видовданских хероја" у Старом српском православном гробљу Св. Михајло у Кошеву (Сарајево)), њихове кости биле коначно положене ту у капели „Видовданских хероја“.

## Цитати
Видовдански хероји су се ноћ уочи атентата заклели на гробу Богдана Жерајића, да ће они остварити његово започето дјело. На затворској лименој порцији Гаврило Принцип је ноктима урезао сљедеће стихове:
Тромо се време вуче
И ничег новог нема,
Данас све ко јуче
Сутра се исто спрема.

И место да смо у рату
Док бојне трубе јече,
Ево нас у казамату,
На нама ланци звече.

Сваки дан исти живот
Погажен, згњечен и стрт.

Ја нијесам идиот -
Па то је за мене смрт.

Ал' право је рекао пре
Жерајић соко сиви:
"Ко хоће да живи нек мре,
Ко хоће да мре нек живи!"— Гаврило Принцип